# Prelude to a Kiss
Prelude to a Kiss ist ein Song, den Duke Ellington 1938 komponiert hat; der Text stammt von Irving Mills und Irving Gordon. Der Song hat sich zu einem der wichtigen Jazzstandards entwickelt.

## Der Song
Die Melodie des Songs beruht teilweise auf Motiven des Ellington-Saxophonisten Otto Hardwick. Kennzeichnend sind hier neben enormen Intervallsprüngen (zunächst Sext abwärts, None aufwärts in Takt 5/6 sowie Sexten und Septen im B-Teil) die chromatischen Linien h-b-a-as-g, gis-g-fis-f-e im A-Teil, sowie g-as-a-b in der Rückleitung des B-Teils. Die Chromatik erzeugt „im Zusammenhang mit einer opulenten Harmonik eine schwüle Atmosphäre“. Der Song ist in der Liedform AA'BA' gehalten.
Der Song beschreibt die Liebe, die nie sterbe und als Präludium oder Vorspiel auf einen Kuss verstanden werden könne. Im Text des Songs reflektieren die Texter die musikalische Struktur von Prelude to a Kiss, indem sie den B-Teil (in dem sich die musikalische Struktur des Songs deutlich verändert) mit folgendem Text versehen: Obgleich es sich um eine einfache Melodie handele, so heißt es im Text des Songs, könne ihn die Liebe in eine Schubert-Symphonie mit einem Hauch Gershwin verwandeln.

## Erste Einspielungen
Am 9. August 1938 spielte das Duke Ellington Orchestra mit den Solisten Johnny Hodges und Wallace Jones Prelude to a Kiss für das Brunswick Label in einer Instrumentalversion ein. Eine gesungene Version wurde fünfzehn Tage später für das  Vocalion Label unter dem Namen Johnny Hodges and His Orchestra aufgenommen. Der Komponist saß am Klavier der Band, die im Wesentlichen aus den Mitgliedern seines Orchestra bestand. Sängerin war Mary McHugh.

## Wirkungsgeschichte
Als Popsong hatte das Lied in beiden Versionen zunächst keinen wirklichen Erfolg; es erreichte Platz 18 der Charts. Ellingtons I Let a Song Go Out of My Heart stand ihm im Wege, das sowohl in der Version des Ellington Orchestras und dann von Benny Goodman 1938 lange Zeit die amerikanischen Hitparaden dominierte. Ellington nahm den Song später noch mehrfach bis 1973 auf; hier ist insbesondere die Aufnahme von 1957 hervorzuheben.
Obwohl vor allem der B-Teil gesanglich hohe Anforderungen stellt, haben in der Folge Sängerinnen wie Billie Holiday, Ella Fitzgerald, Carmen McRae, Sarah Vaughan oder June Christy den Song in ihr Repertoire übernommen. Billy Eckstine nahm Prelude mehrfach auf. Auch die Singers Unlimited interpretierten den Song.

### Entwicklung als Jazzstandard
Eine Wirkung als Jazzstandard entfaltete der Song aber vor allem als Instrumentaltitel. So sind „einige Tenorballaden-Experten“ wie Archie Shepp (1965, 1966, 1977), Bennie Wallace (1987, 1998), Günther Klatt (1990, 1993) oder Harold Ashby (1987 mit Wallace) bei Interpretationen von Prelude „über sich hinausgewachsen“. Das Stück eignet sich aber auch für avantgardistische Interpretationen, wie die Einspielungen von Red Norvo mit Charles Mingus und Tal Farlow, von Jaki Byard, Michele Rosewoman, Sun Ra (z. B. A Night in East Berlin), dem World Saxophone Quartet oder COWWS zeigen.

### Der Song in Bühnenstücken
- Sophisticated Ladies (1981, Phyllis Hyman) Broadway-Musical
- Play On! (1997, Carl Anderson) Broadway-Musical

### Der Song in Filmen
- Die fabelhaften Baker Boys (1989, The Duke Ellington Orchestra)
- Glengarry Glen Ross (1992, Bill Holman Big Band)
- Zauberhafte Zeiten (1992, Deborah Harry)
- White Man’s Burden (1995, Michael Lang Trio)